# Hviezdoslavov
Hviezdoslavov (maďarsky Vörösmajor) je obec na Slovensku v okrese Dunajská Streda. Žije zde přibližně 3 800 obyvatel.

## Dějiny
První písemná zmínka o obci Hviezdoslavov pochází z roku 1924. V encyklopedii měst a obcí Slovenska je napsáno, že v roce 1924 byl počet obyvatel Hviezdoslavova 180. Obec prochází rychlou urbanizací, počet obyvatel rychle roste (jedna z nejrychleji rostoucích obcí na Slovensku). V roce 2021 byla otevřena církevní spojená škola sv. Martina.

## Geografie
Obec leží v Podunajské nížině v západní části Žitného ostrova. Nadmořská výška se pohybuje v rozmezí 125–127 m, střed obce je ve výšce 125 m n. m. Rovinné území tvoří mladší terciérní štěrky, písky a jíly na nichž je silná vrstva říčních sedimentů Dunaje a místy naváté písky. Povrch je odlesněný.